# ألاستير ماكليستر
ألاستير ماكليستر (بالإنجليزية: Alastair McAllister)‏ هو صانع آلة موسيقية ‏ أسترالي، ولد في 1943.